# Ёгла

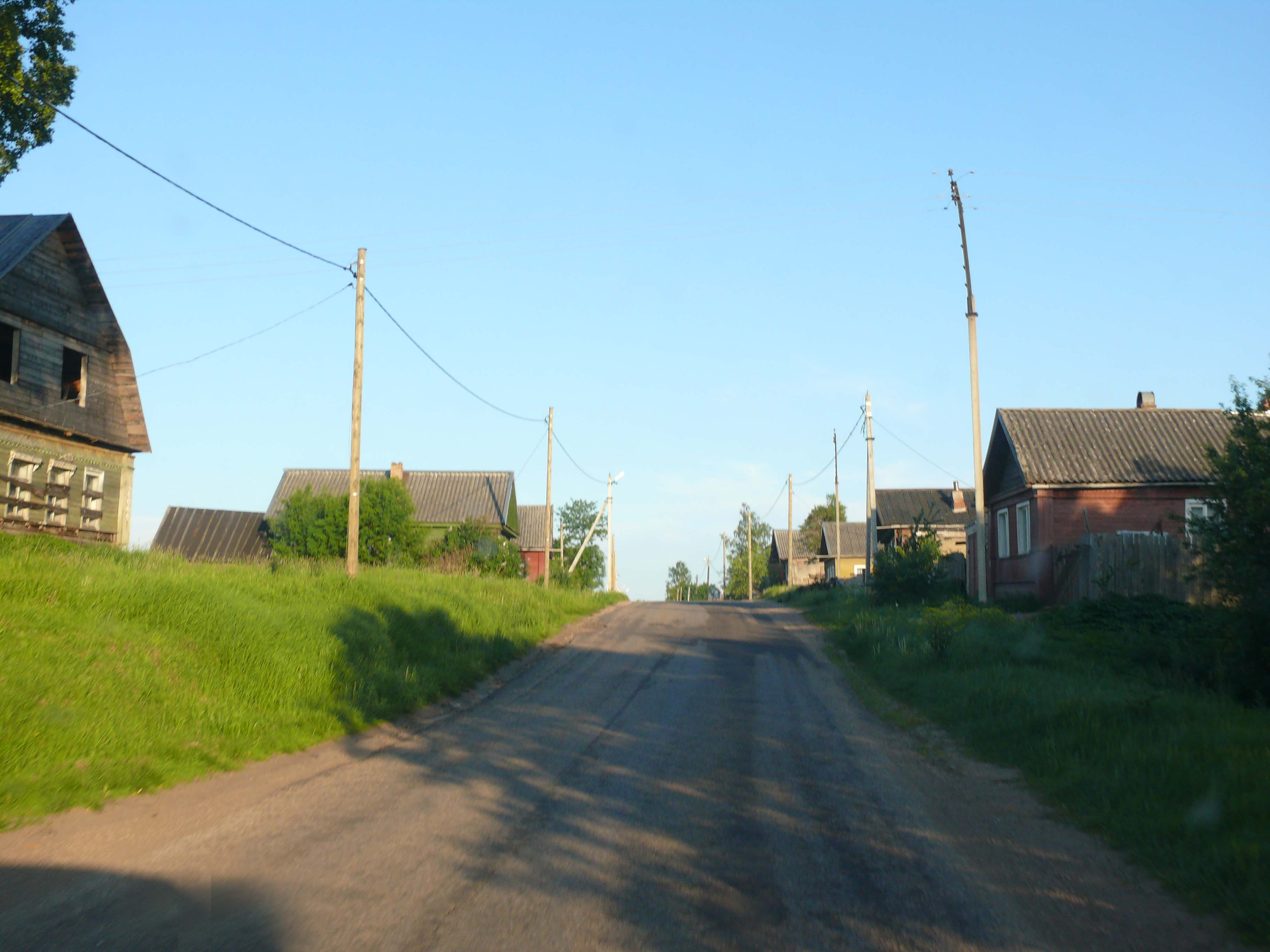
Главная улица деревни

Ёгла — деревня в Боровичском муниципальном районе Новгородской области, административный центр Ёгольского сельского поселения.
Ёгла находится к юго-востоку от Боровичей на правом берегу реки Мсты, напротив порога Ёгла.

## Этимология
Поскольку в новгородско-псковском диалекте древнерусского языка праславянские *tl, *dl дали не l, как большинстве восточнославянских диалектов, а kl, gl соответственно, то и слово «ель» звучало как «егль», «ёгла», отсюда топонимы Еглы, Еглино и т. п.

## История
В Боровичском уезде Новгородской губернии Ёгла относилась к Ровенской волости.

## Экономика
- ЗАО «Индустрия» (разведение сельскохозяйственной птицы); прекратило свое существование
- ООО «БГинтерсервис» (розничная торговля);
- ООО «Боровичский мясной дом» (оптовая и розничная торговля);
- ООО «Сержио Мадини» (изготовление трикотажного полотна, и верхней одежды из трикотажа). Прекратило свое существование

## Образование
- МДОУ «Детский сад д. Ёгла»;
- ГУЧ Начального профессионального обучения «Профессиональное училище № 10»;
- МОУ «Средняя общеобразовательная школа д. Ёгла».

медицина
ГОБУЗ"Боровичский ЦОВ(с)П"

## Религия
В селе есть приход Боровичского благочиния Новгородской епархии Русской православной церкви «Во имя Тихвинской иконы Божией Матери».

## Достопримечательности
Храм Тихвинской иконы Божией Матери, выстроенный здесь в 1874 году.
В 2004 году в Ёгле на кладбище был открыт мемориал интернированных польских военнопленных.
Одноимённый порог «Ёгла» на Мсте, один из Боровичских порогов.
От Ёглы до Опеченского Посада проходит Природоохранная зона «Горная Мста». Здесь расположены самые крупные пороги Мсты.